# إزيكييل لونا
إزيكييل لونا (بالإسبانية: Ezequiel Luna) (مواليد 19 نوفمبر 1986 في روساريو - الأرجنتين) لاعب كرة قدم أرجنتيني يلعب حاليا لصالح نادي الدرجة الأولى تينيريفي الإسباني منذ 2008 في مركز قلب الدفاع .

## روابط خارجية
- إزيكييل لونا على موقع قاعدة بيانات كرة القدم.إي يو (الإنجليزية)
- إزيكييل لونا على موقع Soccerway.com (الإنجليزية)
- إزيكييل لونا على موقع كووورة
- إزيكييل لونا على موقع AS.com (الإسبانية)